# Marchio

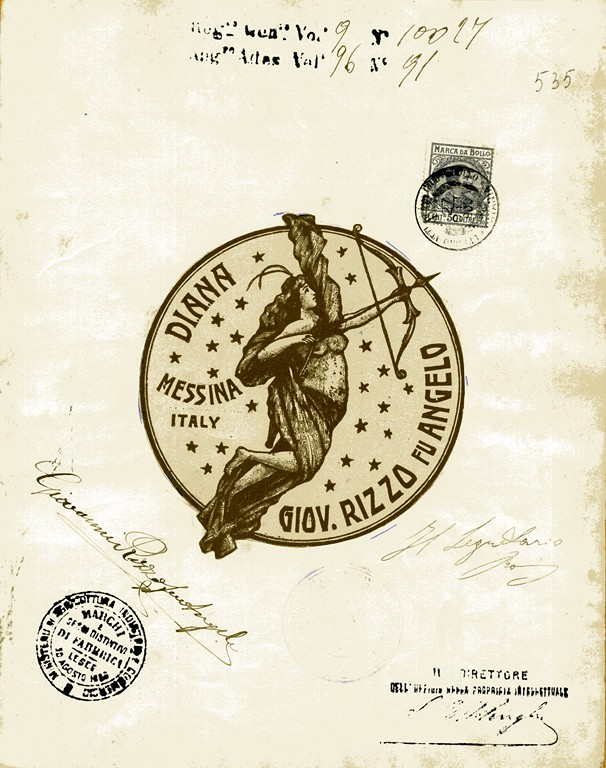
Diana, marchio di fabbrica della ditta Giovanni Rizzo, Messina 1909

Il marchio, in diritto, indica un qualunque segno suscettibile di essere rappresentato graficamente, in particolare parole (compresi i nomi di persone), disegni, lettere, cifre, suoni, forma di un prodotto o della confezione di esso, combinazioni o tonalità cromatiche, purché sia idoneo a distinguere i prodotti o i servizi di un'impresa (la marca) da quelli delle altre e ad essere rappresentato nel registro in modo tale da consentire alle autorità competenti ed al pubblico di determinare con chiarezza e precisione l'oggetto della protezione conferita al titolare.

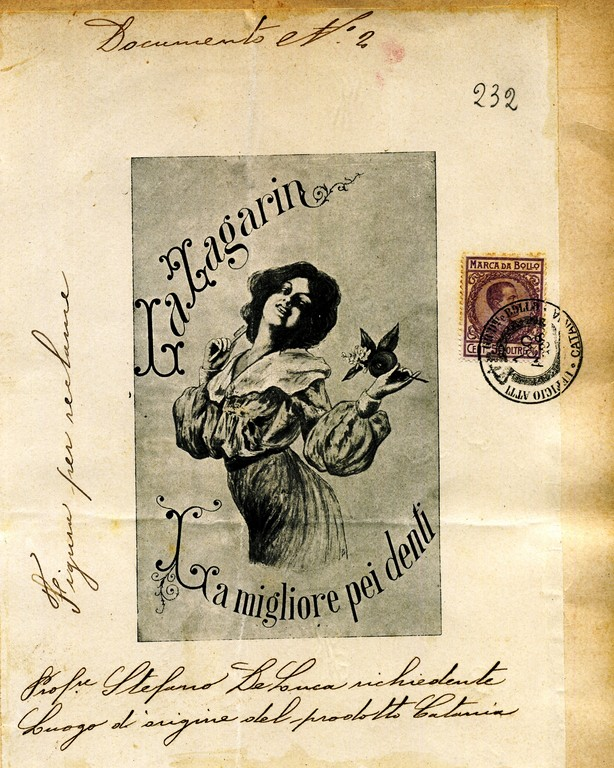
La Zagarin. La migliore pei denti, marchio di fabbrica di Stefano De Luca, Catania 1908

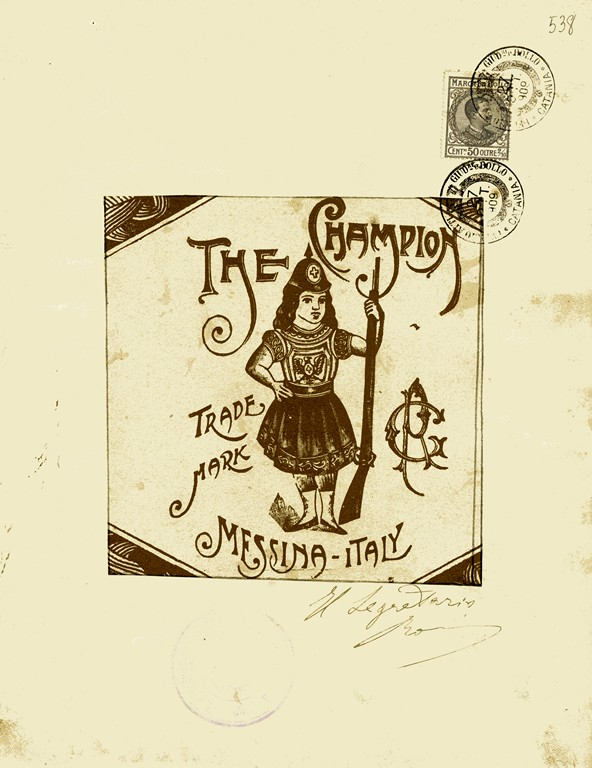
The Champion, marchio di fabbrica della ditta Giovanni Rizzo, Messina 1909

La registrazione del marchio ha durata di 10 anni dalla data di deposito della domanda di registrazione, salvo il caso di rinuncia del titolare, può essere rinnovata prima della scadenza dei 10 anni, fino a quando si continua a pagare la registrazione del marchio. In Italia esso è disciplinato dall'articolo 7 all'articolo 28 del codice della proprietà industriale.
Per essere precisi ci sono due tipi di marchio: marchio registrato, in virtù del processo di registrazione dinanzi ad un ufficio preposto, che gode di una protezione rafforzata in quanto ha data certa, e il marchio di fatto, cioè il fatto stesso di utilizzare un marchio per identificare dei prodotti o servizi offre una certa tutela, seppur molto più limitata di quella del marchio registrato.

## Fonti giuridiche
Le fonti di diritto che regolano la disciplina del marchio di impresa sono le seguenti.
Fonti nazionali
- Codice civile, artt. 2569[2] - 2574[3].
- Codice della proprietà industriale (D.Lgs. 10 febbraio 2005, n. 30 e successive modifiche), artt. 7[4] - 28[5].

Fonti dell'Unione europea
- Direttiva 2004/48/CE[6] del Parlamento europeo e del Consiglio del 29 aprile 2004 sul rispetto dei diritti di proprietà intellettuale.
- Direttiva 2008/95/CE[7] del Parlamento europeo e del Consiglio, del 22 ottobre 2008, sul ravvicinamento delle legislazioni degli Stati membri in materia di marchi d'impresa.
- Direttiva 2016/943[8] del Parlamento europeo e del Consiglio, dell'8 giugno 2016, sulla protezione del know-how riservato e delle informazioni commerciali riservate (segreti commerciali) contro l'acquisizione, l'utilizzo e la divulgazione illeciti.
- Regolamento CE n. 207/2009[9] del Consiglio, del 26 febbraio 2009, sul marchio comunitario.
- Regolamento CE 2868/95 della Commissione del 13 dicembre 1995 recante modalità di esecuzione del regolamento (CE) n. 40/94 sul marchio comunitario (come modificato dal Regolamento n. 355/2009 della Commissione, del 31 marzo 2009).
- Regolamento CE 2869/95 della Commissione del 13 dicembre 1995 relativo alle tasse da pagare all'Ufficio per l'armonizzazione nel mercato interno (come modificato dal Regolamento n. 355/2009 della Commissione, del 31 marzo 2009).
- Regolamento CE 216/96 della Commissione del 5 febbraio 1996 che stabilisce il regolamento di procedura delle commissioni di ricorso dell'Ufficio per l'armonizzazione nel mercato interno.

Fonti internazionali
- Convenzione di Parigi per la protezione della proprietà industriale, firmata a Parigi il 20 marzo 1883 (come successivamente modificata).
- Trattato sul diritto dei marchi[10], sottoscritto a Ginevra il 27 ottobre 1994.

## Caratteristiche

### Domanda di registrazione
La domanda di registrazione è descritta all'articolo 15 del CPI:
1. I diritti esclusivi considerati da questo codice sono conferiti con la registrazione.
2. Gli effetti della prima registrazione decorrono dal giorno successivo alla data di deposito della domanda. Trattandosi di rinnovazione gli effetti di essa decorrono dal giorno successivo alla data di scadenza della registrazione precedente. 
3. Salvo il disposto dell'articolo 20, comma 1, lettera c), la registrazione esplica effetto limitatamente ai prodotti o servizi indicati nella registrazione stessa ed ai prodotti o servizi affini.
4. La registrazione dura dieci anni a partire dalla data di deposito della domanda, salvo il caso di rinuncia del titolare.
5. La rinuncia diviene efficace con la sua annotazione nel registro dei marchi di impresa e di essa deve essere data notizia nel Bollettino ufficiale.

### Classificazione dei marchi[12]
Basandoci sugli elementi da cui è composto, possiamo distinguere i marchi in:
1. Marchio denominativo - composto esclusivamente da parole
2. Marchio figurativo - composto da figure e/o rappresentazioni di oggetti reali o immaginari
3. Marchio misto - composto da parole e da elementi figurativi
4. Marchio di forma o tridimensionale - costituito da una forma particolare ed originale del contenitore del prodotto, della sua confezione o del prodotto stesso
5. Marchio a motivi ripetuti
6. Marchio di posizione

Sono inoltre stati recentemente introdotti i marchi di movimento, sonori, multimediali e olografici. Si attendono le circolari esplicative con le informazioni necessarie per un corretto deposito.

### Tutela[13]
Facoltà di fare uso esclusivo del marchio.
Diritto di vietare ai terzi di usare nell'attività economica:
a) un segno identico al marchio per prodotti o servizi identici a quelli per cui esso è stato registrato;
b) un segno identico o simile al marchio registrato, per prodotti o servizi identici o affini, se a causa dell'identità o somiglianza fra i segni e dell'identità o affinità fra i prodotti o servizi, possa determinarsi un rischio di confusione per il pubblico, che può consistere anche in un rischio di associazione fra i due segni;
c) un segno identico o simile al marchio registrato per prodotti o servizi anche non affini, se il marchio registrato goda nello stato di rinomanza e se l'uso del segno senza giusto motivo consente di trarre indebitamente vantaggio dal carattere distintivo o dalla rinomanza del marchio o reca pregiudizio agli stessi
Requisiti
Per essere tutelato giuridicamente, il segno che si intende registrare come marchio deve avere i seguenti requisiti di tutela:
- Originalità (art. 13[14]c.p.i): deve avere carattere distintivo. Deve cioè essere composto in modo da consentire l'individuazione dei prodotti contrassegnati fra tutti i prodotti dello stesso genere presenti sul mercato. Non possono pertanto essere utilizzati come marchi:

a.	 le denominazioni generiche del prodotto o del servizio o la loro figura generica, ovvero meramente descrittiva delle sue caratteristiche o di uso comune (ad esempio, scotch drink per una bevanda a base di whisky);
b.	 le indicazioni descrittive dei caratteri essenziali, come la qualità, la quantità, la destinazione e (ad eccezione dei marchi collettivi) della provenienza geografica del prodotto (ad esempio, non si usa l'espressione “brillo” come marchio per prodotti lucidanti);
c.	 i segni divenuti di uso comune nel linguaggio corrente come le parole “super”, “extra”, “lusso”.
Le denominazioni generiche in lingua straniera sono tutelabili come marchi solo se la lingua non è conosciuta in Italia o se le parole straniere non sono note nel loro significato al consumatore medio italiano (ad esempio, venne negata la registrazione del marchio Matratzen per materassi e simili). Inoltre il requisito di originalità è rispettato quando si utilizzano parole o figure che non hanno alcuna relazione con il prodotto contraddistinto. È infine possibile usare come marchio denominazioni generiche o parole di uso comune modificate o combinate fra loro in modo fantasioso (ad esempio, “Amplifon” per apparecchi acustici).
- Verità (art. 14[15], 1° comma, lett. b, c.p.i): il principio della verità vieta di inserire nel marchio “segni idonei ad ingannare il pubblico, in particolare sulla provenienza geografica, sulla natura o sulla qualità dei prodotti o servizi". Ciò non significa che il marchio svolga funzione della qualità del bene. Ad esempio, è stato ritenuto ingannevole il marchio New England per prodotti di abbigliamento fabbricati in Italia.
- Novità (art. 12[16] c.p.i.): non deve essere stato usato in precedenza come marchio, ditta o insegna per prodotti o servizi identici o simili a quelli per cui se ne richiede la registrazione. Non deve essere ingannevole rispetto ai segni distintivi già utilizzati legittimamente da un concorrente. Non deve consistere esclusivamente in segni divenuti di uso comune nel linguaggio corrente o negli usi costanti del commercio. Il requisito di novità è un aspetto complementare ma distintivo rispetto all'originalità. Il marchio “aeroplano” per calzature è certamente originale però non è nuovo se già registrato come marchio per calzature da un altro imprenditore in quanto crea confusione fra i consumatori. È importante, nel verificare il requisito di novità di un marchio, prendere in considerazione i marchi detti celebri o rinomati. La figura del marchio rinomato viene introdotta per la prima volta dalla Convenzione di Parigi e adottata in seguito da vari ordinamenti nazionali (art 20, 1° comma, lett.c) del Codice Italiano della Proprietà Industriale)[13], oltre che dalla normativa europea (articolo 5, 3° comma, lett.a) della Direttiva UE 2015/2436)[17]. Non sono previsti criteri particolari che assegnino lo stato di rinomanza a un marchio. L’assegnazione dello stato di rinomanza viene decisa singolarmente su ogni caso, basandosi sull’ampiezza della presenza del prodotto sul mercato, la conoscenza che ne ha il consumatore medio, l’entità di investimenti pubblicitari in termini di qualità e quantità e garantisce una tutela ultramerceologica. Perché un marchio non ottenga il criterio di novità dunque è sufficiente che il grado di somiglianza ad un marchio celebre, senza alcun limite di affinità di prodotto o servizio, abbia come effetto che i consumatori stabiliscano un collegamento tra i due (Corte di Giustizia UE, 23.10.2003, C-408/01)[18]. La legge interviene a favore dei marchi celebri per evitare che “l’uso del segno non autorizzato crei indebitamente vantaggio del carattere distintivo o dalla rinomanza del segno anteriore” (art.12, 1° comma, lett. f c.p.i) e per evitare che l’uso del segno possa recare pregiudizio al titolare del marchio che gode di notorietà, ad esempio nell’associazione del marchio per contraddistinguere prodotti di qualità scadente.
- Liceità (art. 14 c.p.i.): non deve contenere segni contrari alla legge, all'ordine pubblico e al buon costume, stemmi o altri segni protetti da convenzioni internazionali (art. 10 c.p.i.), ovvero segni lesivi di altrui diritti. In particolare, non possono essere registrati come marchi i ritratti di persona senza il consenso dell'interessato (art. 8, 1° comma, c.p.i.). E il consenso dell'interessato è necessario anche per poter usare come marchio il nome di persona che ha acquistato di notorietà (ad esempio un calciatore o un'attrice).

Il difetto dei requisiti sopra esposti comporta la nullità del marchio (art. 25c.p.i.), che può riguardare anche solo parte dei prodotti o servizi per i quali il marchio è stato registrato.

#### Stemmi
Gli stemmi e gli altri segni considerati nelle convenzioni internazionali vigenti in materia, nei casi e alle condizioni menzionati nelle convenzioni stesse, nonché i segni contenenti simboli, emblemi e stemmi che rivestano un interesse pubblico non possono costituire oggetto di registrazione come marchio d'impresa, a meno che l'autorità competente non ne abbia autorizzato la registrazione.

### Nullità e decadenza
Il marchio è nullo:
- se manca di uno dei requisiti sopra elencati;
- se con sentenza passata in giudicato si accerta che il diritto alla registrazione spetta ad un soggetto diverso da chi abbia depositato la domanda di registrazione.

Si possono distinguere due specie di nullità, assolute e relative. Le prime possono essere fatte valere da chiunque vi abbia interesse, e quindi dai consumatori e dalle associazioni di questi. Le seconde nullità sono invece relative, in quanto possono essere fatte valere soltanto da alcuni soggetti qualificati, in virtù della titolarità di un segno potenzialmente confusorio con quello che si intende impugnare.
Il marchio decade:
- per volgarizzazione, cioè se il marchio sia divenuto nel commercio denominazione generica del prodotto o servizio oppure se abbia perduto la sua capacità distintiva;
- per illiceità sopravvenuta cioè:
  - se sia divenuto idoneo a indurre in inganno il pubblico;
  - se sia divenuto contrario alla legge, all'ordine pubblico o al buon costume;
  - per omissione da parte del titolare dei controlli previsti dalle disposizioni regolamentari sull'uso del marchio collettivo.
- per non uso, cioè se il titolare del marchio registrato non ne fa un uso effettivo entro cinque anni dalla registrazione o se ne sospende l'uso per un periodo ininterrotto di cinque anni, salvo che il mancato uso non sia giustificato da un motivo legittimo;

Dalla decadenza per non uso sono esclusi i cosiddetti "marchi difensivi", cioè quei marchi che presentano somiglianza con il marchio effettivamente usato, e che vengono registrati per evitare che altri si avvicinino al marchio difeso, adottando quelle piccole varianti idonee ad escludere la confondibilità (art.24, comma 4º, Cpi).

### Tipo di consumatore
Nella legislazione non si fa riferimento ad un consumatore né attento né sprovveduto, ma ad un consumatore medio di un dato settore, che sia "normalmente informato" e "ragionevolmente avveduto".
La definizione del consumatore di riferimento è indispensabile in quanto nelle eventuali cause di contraffazione, il giudice si troverà a decidere se un marchio, rispetto ad un altro, può ingenerare un rischio di:
- confusione, dove il consumatore viene ingannato sulla provenienza del prodotto/servizio, credendolo di qualità e di provenienza del titolare, quando in realtà è del contraffattore
- associazione, dove il consumatore può pensare ad un legame di qualità, provenienza, ecc. tra il prodotto servizio del titolare, e quello del contraffattore
- agganciamento al valore suggestivo, dove esiste un marchio rinomato, e il contraffattore, utilizzando un segno simile o identico, si approfitta di quella rinomanza per trarne un indebito vantaggio, o recare pregiudizio al vero titolare, in quanto il consumatore verrebbe mosso verso un prodotto/servizio poiché incentivato dal quel marchio ingannevole (cosiddetto "decettivo").

## Marchio registrato
La massima tutela di un marchio si ottiene con la sua registrazione presso la Camera di Commercio, attraverso una richiesta che viene esaminata per verificarne i criteri di validità.
Il marchio registrato è un marchio protetto giuridicamente. A seconda del territorio in cui sono tutelati si distinguono i seguenti tipi di marchio registrato:

### Marchio nazionale
La tutela giuridica del marchio nazionale è limitata al solo territorio italiano.
In Italia i marchi vengono depositati per la registrazione presso gli UPICA (Ufficio Provinciale Industria Commercio e Artigianato), sezione Ufficio Italiano Brevetti e Marchi, che si trovano presso le Camere di Commercio di ogni Provincia.

### Marchio comunitario
Con un'unica azione legale la tutela giuridica del marchio comunitario è valida per tutti i Paesi membri dell'Unione europea. 
La domanda di registrazione deve essere fatta pervenire all'Ufficio per l'armonizzazione nel mercato interno (UAMI), a Alicante (Spagna).

Può essere titolare del marchio chiunque abbia cittadinanza o nazionalità:

a) degli Stati Membri;

b) degli Stati partecipanti alla Convenzione di Parigi per la protezione della proprietà industriale o all'Accordo che istituisce l'Organizzazione mondiale del commercio;

c) degli Stati non partecipanti alla convenzione di Parigi o all'Accordo che istituisce l'Organizzazione mondiale del commercio ma che ha la sua sede, o uno stabilimento industriale, nel territorio di uno Stato partecipante alla convenzione di Parigi;

d) di uno Stato non partecipante alla convenzione di Parigi, che però garantisca ai cittadini degli Stati Membri la stessa protezione del marchio che garantisce ai suoi cittadini.

### Marchio internazionale
I titolari di un marchio nazionale possono estenderne la tutela nei Paesi europei ed extraeuropei che aderiscono a due accordi internazionali (l'Accordo di Madrid e il Protocollo di Madrid) depositando una domanda di marchio internazionale.
La procedura di registrazione si effettua presentando un'unica domanda al cosiddetto ufficio d'origine; detto ufficio, una volta effettuato esame formale, inoltra la documentazione all'ufficio internazionale, con sede a Ginevra WIPO. La domanda deve contenere indicazione del marchio di cui si chiede la registrazione, la titolarità di esso, le classi merceologiche per le quali si intende registrare il marchio, e i paesi in cui si vuole tutelare il marchio. Wipo verifica la regolarità formale della domanda, la presenza dei requisiti richiesti nonché il pagamento delle tasse previste; registra il marchio e pubblica sulla gazzetta ufficiale la domanda di registrazione, notificandola contestualmente agli uffici dei singoli paesi designati. Il marchio si considera registrato qualora entro 12 mesi (accordo di Madrid) ovvero 18 mesi (protocollo di Madrid) non vengano sollevati rifiuti di protezione, ovvero gli stessi si risolvano positivamente con un formale ritiro del rifiuto.
Se con il marchio comunitario (sovranazionale) grazie ad unica procedura si acquista la titolarità di un singolo marchio registrato valido per tutti i Paesi dell'Unione europea, con questa procedura singola il titolare ottiene con un'unica domanda un fascio di marchi nazionali registrati, ognuno valido per il Paese designato.

### Simboli
In Italia non esistono leggi che impongono particolari simboli per contraddistinguere i marchi registrati. L'aggiunta del simbolo ® accanto al marchio serve a ricordare che si tratta di segno distintivo registrato, un sistema per evitare la decadenza per volgarizzazione del marchio (poiché al pubblico viene in un certo senso ricordato che si tratta sempre di un marchio registrato, non di una denominazione generica o altro).

## Tipologie di marchio
Oltre al marchio registrato la legislazione italiana e internazionale individuano altre tipologie di marchi:

### Marchio di fatto
Il marchio di fatto è un marchio che, pur non essendo registrato, gode di una particolare tutela. Per essere protetto infatti il marchio di fatto deve essere utilizzato, essere riconosciuto come segno distintivo (e non come semplice ornamento) e garantire un ricordo presso i consumatori (cosicché possa espletare la sua funzione, appunto, di segno distintivo presso il pubblico).
Tutelabile è sia il marchio celebre (conosciuto dalla pluralità dei consumatori), sia quello che gode di una notorietà relativa (conosciuto soltanto da una parte dei consumatori, solitamente quella cui il marchio si rivolge); spesso quest'ultima è legata ad un particolare territorio (notorietà locale), ed il marchio è conseguentemente tutelato solamente entro quei confini.
L'ordinamento italiano accorda ai marchi di fatto una protezione più debole di quella dei marchi registrati, e lo stesso vale per le convenzioni internazionali e i marchi comunitari, che non li considerano. La disciplina del marchio di fatto è rinvenibile negli art. 1 e 2 del Codice di proprietà industriale, dove è inquadrato come titolo di proprietà intellettuale; la tutela è però ricondotta all'art. 2598 del Codice civile ("atti di concorrenza sleale"), che sancisce come il titolare di un marchio di fatto possa impedire a terzi di utilizzare un segno simile o identico al suo per prodotti/servizi identici o affini, se questo rischia di creare confusione nel consumatore, ma non tutela il titolare da altre minacce, come l'indebito sfruttamento del valore suggestivo del marchio (tutela invece garantita ai marchi registrati).
La tutela del segno distintivo è riconosciuta anche dal diritto comunitario per i cosiddetti marchi celebri. 
Similmente, l'imprenditore ha diritto al trasferimento dei segni purché non ingeneri un inganno tra il pubblico; il diritto all'uso esclusivo non è un diritto assoluto (e talora erroneamente assimilato ai diritti soggettivi di proprietà), bensì -al pari del marchio- è relativo e strumentale alla realizzazione della funzione distintiva rispetto agli altri concorrenti e di differenziazione dei propri prodotti.

L'ampia libertà dell'imprenditore nella scelta e formazione dei segni deve comunque osservare i principi di verità, novità e capacità distintiva dei segni.
In altre parole, se è vero che il medesimo segno può trovare impiego in un'ampia varietà di prodotti le cui classi merceologiche possono differire notevolmente tra loro, è pur vero che la cessazione dell'attività produttiva fa decadere automaticamente la ragion d'essere del diritto esclusivo all'uso del segno distintivo, ad esempio qualora una sua separata valorizzazione economica quale asset immateriale a sé stante si trasformi in un fattore di confusione inganno nel mercato attuale e potenziale, violando i suddetti principi.

Inoltre, il marchio decade se il suo uso viene interrotto così a lungo da far cessare il suo ricordo nei consumatori (in quanto verrebbero a cessare le fattispecie costitutive del marchio di fatto, cioè proprio uso e notorietà), oppure quando si "volgarizza" (perdendo così la sua funzione distintiva). La volgarizzazione (es. "Aspirina", "Cellophane", "Nylon", Biro") evidenzia il conflitto fra il privilegio dell'uso esclusivo dell'imprenditore e la limitazione della libera concorrenza e del principio di libera circolazione dei prodotti, oggetto dei controlli e delle sanzioni irrorabili dall'autorità antitrust.

### Marchio forte e marchio debole
A seconda del loro potere di individualità si usa distinguere i marchi tra forti e deboli.
- È un marchio forte quello che ha spiccata originalità e notevole capacità distintiva (ad esempio non deve avere attinenza con il prodotto o servizio a cui si riferisce). Tale caratteristica lo porta a identificarsi con il bene stesso.

es. Rolex (orologi), Strega (liquore), Kleenex (fazzoletto), Google (ricerche in internet).
- È, invece, un marchio debole quello che presenta una minore originalità (ad esempio per una diretta relazione con il prodotto o servizio che contraddistingue) pur mantenendo una minima capacità distintiva necessaria per differenziarlo ed essere tutelato.

esempi sono molto diffusi soprattutto in ambito farmaceutico (Benagol, Golasan, Momendol, No gas), in attività di vendita al dettaglio e all'ingrosso (La casa del mobile, La casa del colore, Il caffè della stazione, ecc.).
Affine a questa divisione vi è quella in marchi di fantasia (tipicamente forti) ed espressivi (tipicamente deboli)
- È un marchio di fantasia quello che identifica un prodotto con l'uso di termini privi di valore semantico

es. Adidas (sebbene il nome di questo esempio sia la forma composta e ridotta del nome del fondatore, Adolf "Adi" Dassler).
- È un marchio espressivo quello che richiama il prodotto identificandone caratteristiche, destinazione, ecc.

es. Benagol

### Marchio individuale e marchio collettivo
- Il marchio individuale ha il compito di distinguere il singolo prodotto o servizio di un imprenditore.
- Il marchio collettivo, invece, serve a garantire l'origine, la natura o la qualità di prodotti o servizi. La registrazione di marchi collettivi è concessa a quei soggetti che svolgono la funzione di garantire l'origine, la natura o la qualità di determinati prodotti o servizi e che possono concedere l'uso dei marchi stessi a produttori o commercianti che rispettino determinati requisiti.

Di solito il "marchio collettivo" è chiesto da enti e/o associazioni per dare certezza alla provenienza e garanzia alla qualità. L'uso non può essere limitato ad operatori affini all'attività non economica, ma deve essere ceduto nel rispetto del regolamento di utilizzo, allegato alla richiesta di protezione, prodotta dall'ente o associazione nella fase della prima registrazione.
es. Vero Cuoio Italiano, marchio collettivo gestito dal consorzio Vero Cuoio Italiano formato da 25 concerie della provincia di Pisa.
es. Pura Lana Vergine, marchio collettivo gestito dalla società australiana Woolmark Company.
es. Istituto Italiano del Marchio di Qualità (IMQ), marchio collettivo italiano di conformità e controllo per prodotti elettrici.
es. NatoBrigante (NB), marchio collettivo per la certificazione dei prodotti del Sud Italia.
es. Vetro Artistico® Murano, marchio collettivo di proprietà della Regione del Veneto a tutela dei manufatti artistici in vetro realizzati nell'isola di Murano.

### Marchio di fabbrica e marchio di commercio
Il codice civile distingue tra il marchio di fabbrica apposto dal produttore e il marchio di commercio apposto dal rivenditore del prodotto. Il marchio di fabbrica viene apposto da colui che costruisce il prodotto. Il marchio di commercio, invece, viene apposto da colui che fa circolare il prodotto. Il marchio di fabbrica non può e non deve mai essere coperto dal marchio di commercio. In generale il marchio di fabbrica non può mai essere coperto o eliminato.

### Marchio di qualità
Un marchio di qualità ha la funzione di certificare che il prodotto sul quale è apposto abbia determinate caratteristiche qualitative e/o sia stato prodotto seguendo determinati procedimenti. Qui di seguito sono elencati i principali marchi di qualità:

#### Marchio CE
Il Marchio CE, o più correttamente marcatura CE, è un simbolo apposto dal produttore o dall'importatore (e quindi non rilasciato da enti terzi) che attesta che il prodotto su cui è apposto è conforme a tutte le Direttive comunitarie ad esso applicabili. Nella maggior parte dei casi è assimilabile ad un'autocertificazione.

#### Marchio di origine (Ue)
L'Unione europea per promuovere e tutelare i prodotti agroalimentari ha creato con il Regolamento CEE n. 510/06 i seguenti marchi:
- DOP - Denominazione di origine protetta (PDO - Protected Designation of Origin), identifica la denominazione di un prodotto la cui produzione, trasformazione ed elaborazione avvengono in un'area geografica determinata.

es. di prodotti DOP: prosciutto di Parma, pecorino Sardo, mozzarella di bufala campana
- IGP - Indicazione geografica protetta (PGI - Protected Geographical Indication), identifica la denominazione di un prodotto di cui almeno uno degli stadi della produzione, trasformazione o elaborazione avviene in un'area geografica determinata.

es. di prodotti IGP: lardo di Colonnata, pomodoro di Pachino
- STG - Specialità tradizionale garantita (TSG - Traditional Speciality Guaranteed), ha il compito di valorizzare una composizione tradizionale del prodotto o un metodo di produzione tradizionale, ma non fa riferimento ad un'origine.

es. di prodotti STG: mozzarella, pizza napoletana
Questa categoria di marchi non deve essere registrata, ma la tutela deriva da apposite leggi.
Questo sistema di tutela introdotto dalla legislazione europea nel 1992 è molto simile ad alcuni sistemi già presenti in alcuni stati europei: in Italia dal 1963 è in vigore la Denominazione di origine controllata (DOC), in Francia esiste l'Appellation d'origine contrôlée (AOC), in Spagna la Denominación de origen.

#### Marchio di origine (It)
Denominazione di origine controllata è un sistema di certificazione nazionale della qualità di prodotti agroalimentari. In seguito all'entrata in vigore nel 1992 dei marchi DOP, IGP e STG questo sistema di certificazione è stato utilizzato esclusivamente per contraddistinguere i vini di qualità:
- Vini a denominazione d'origine controllata e garantita, il marchio DOCG indica il particolare pregio qualitativo di alcuni vini DOC di notorietà nazionale ed internazionale. Per la certificazione DOCG sono richiesti requisiti tra i quali l'imbottigliamento nella zona di produzione e in recipienti di capacità inferiore a cinque litri

es. Chianti, Franciacorta spumante, Fiano di Avellino, Taurasi (vino), Greco di Tufo
- Vini a denominazione d'origine controllata, il marchio DOC indica vini di qualità originari di zone limitate richiamate nel nome del vino. Le caratteristiche enochimiche (estratto secco, acidità totale,...) ed organolettiche (colore, odore, sapore) devono rispettare precisi requisiti fissati dai disciplinari di produzione) ad esempio: Dolcetto d'Alba, Sangiovese di Romagna)

Ad un livello inferiore rispetto ai vini DOCG e DOC si posizionano i Vini ad indicazione geografica tipica, il marchio IGT indica vini da tavola di qualità prodotti in aree generalmente ampie. I requisiti sono meno restrittivi di quelli richiesti per i vini DOC.

#### Marchio biologico
Ne esistono di vari tipi sia pubblici come il marchio Agricoltura biologica sia marchi privati. Questi ultimi indicano il rispetto del regolamento comunitario oppure l'adozione di norme più restrittive.
- Agricoltura biologica, è un marchio disciplinato dal regolamento CE n.834/07.

Tra i marchi privati:
- garanzia AIAB Italia dell'Associazione italiana per l'agricoltura biologica
- Demeter

## Trasferimento del marchio
Il marchio può essere trasferito per la totalità o per una parte dei prodotti o servizi per i quali è stato registrato.

### Cessione
Con la cessione il titolare del marchio trasferisce sia la titolarità sia l'esercizio del marchio ad un altro soggetto.

### Licenza
Con la licenza il titolare del marchio (licenziante) concede ad un terzo (licenziatario) il diritto di uso del marchio stesso, di norma per un periodo annuale e con successiva possibilità di rinnovo.
Di norma i contratti di licensing prevedono il diritto del licenziante di controllare sia la qualità dei prodotti sui quali il licenziatario appone il marchio, sia la strategia di business, in modo tale da poter valutare l'efficacia del licenziatario nel promuovere il marchio.
Le licenze a differenza del trasferimento del marchio non trasferiscono la titolarità del diritto. Esistono licenze esclusive e licenze non esclusive (...)

### Commercializzazione
La commercializzazione di un marchio consiste nello sfruttamento della notorietà di un marchio in settori diversi da quello in cui il marchio originariamente si era affermato. Si distinguono diverse categorie di merchandising, tra cui la promozione aziendale, avente ad oggetto lo sfruttamento di un marchio, e la promozione caratteriale, che invece sfrutta l'immagine di una persona o un personaggio di invenzione. La commercializzazione, oltre che un contratto atipico costituisce una modalità di promozione di un determinato prodotto. L'efficacia dell'azione è direttamente legata alla notorietà del marchio che si utilizza. La commercializzazione può realizzarsi producendo internamente o esternalizzando i prodotti sui quali apporre il marchio e provvedendo alla loro distribuzione direttamente o tramite intermediari. In questa seconda ipotesi si può ricorrere alla produzione su licenza.

### Convalidazione
Il titolare di un marchio d'impresa anteriore ai sensi dell'articolo 12 e il titolare di un diritto di preuso che importi notorietà non puramente locale, i quali abbiano, durante cinque anni consecutivi, tollerato, essendone a conoscenza, l'uso di un marchio posteriore registrato uguale o simile, non possono domandare la dichiarazione di nullità del marchio posteriore né opporsi all'uso dello stesso per i prodotti o servizi in relazione ai quali il detto marchio è stato usato sulla base del proprio marchio anteriore o del proprio preuso, salvo il caso in cui il marchio posteriore sia stato domandato in mala fede. Il titolare del marchio posteriore non può opporsi all'uso di quello anteriore o alla continuazione del preuso.